# رادومير أنتيتش
رادومير أنتيتش (بالسيريلية الصربية: Радомир Антић) (مواليد 22 نوفمبر 1948 - 6 أبريل 2020) لاعب كرة قدم صربي سابق ومُدرب منتخب صربيا السابق، سبق وأن درب ريال مدريد، نادي برشلونة، أتلتيكو مدريد.

## مسيرته الكروية
لعب رادومير أنتيتش خلال مسيرته الاحترافية مع 4 أندية في أربعة عشر موسمًا وسجل خلالها 27 هدفًا ضمن 367 مباراة. ولم يفز بأي موسم بالكأس وفاز في موسمين بالدوري.
خاض رادومير أنتيتش مسيرته مع نادي بارتيزان في موسم 1970–71 ليلعب معه سبعة مواسم، مشاركًا في 181 مباراة سجل خلالها 9 أهداف. ثم انتقل إلى نادي فنربخشة في موسم 1977–78 لمدة موسم واحد، حيث شارك في 28 مباراة سجل خلالها هدفين. لينتقل بعدها إلى نادي ريال سرقسطة في موسم 1978–79 ولمدة موسمين، مشاركًا في 58 مباراة سجل خلالها 7 أهداف. ثم انتقل إلى نادي لوتون تاون في موسم 1980–81 ليلعب معه أربعة مواسم، مشاركًا في 100 مباراة سجل خلالها 9 أهداف.

## روابط خارجية
- رادومير أنتيتش على موقع قاعدة بيانات كرة القدم.إي يو (الإنجليزية)
- رادومير أنتيتش على موقع ناشيونال فوتبول تيمز (الإنجليزية)
- رادومير أنتيتش على موقع عالم كرة القدم.نت (الإنجليزية)
- رادومير أنتيتش على موقع كووورة